# Wasserburg Argen
Die Wasserburg Argen ist eine abgegangene Wasserburg am Bodensee in Langenargen im baden-württembergischen Bodenseekreis.

## Geschichte
Die Wasserburg wurde um 1330 bis 1340 von den Grafen von Montfort erbaut. Sie brannte Ende des 15. Jahrhunderts ab und wurde im Bauernkrieg stark befestigt. Im Dreißigjährigen Krieg wurde die Burg 1647 erobert und brannte im Zuge des Abzugs der schwedischen Truppen aus. Graf Hugo XVIII. von Montfort stellte die Burg wieder her und ließ sie zu einem barocken Schloss mit Orangerie ausbauen. Sie diente ihm bis zu seinem Tod 1662 als Alterswohnsitz.

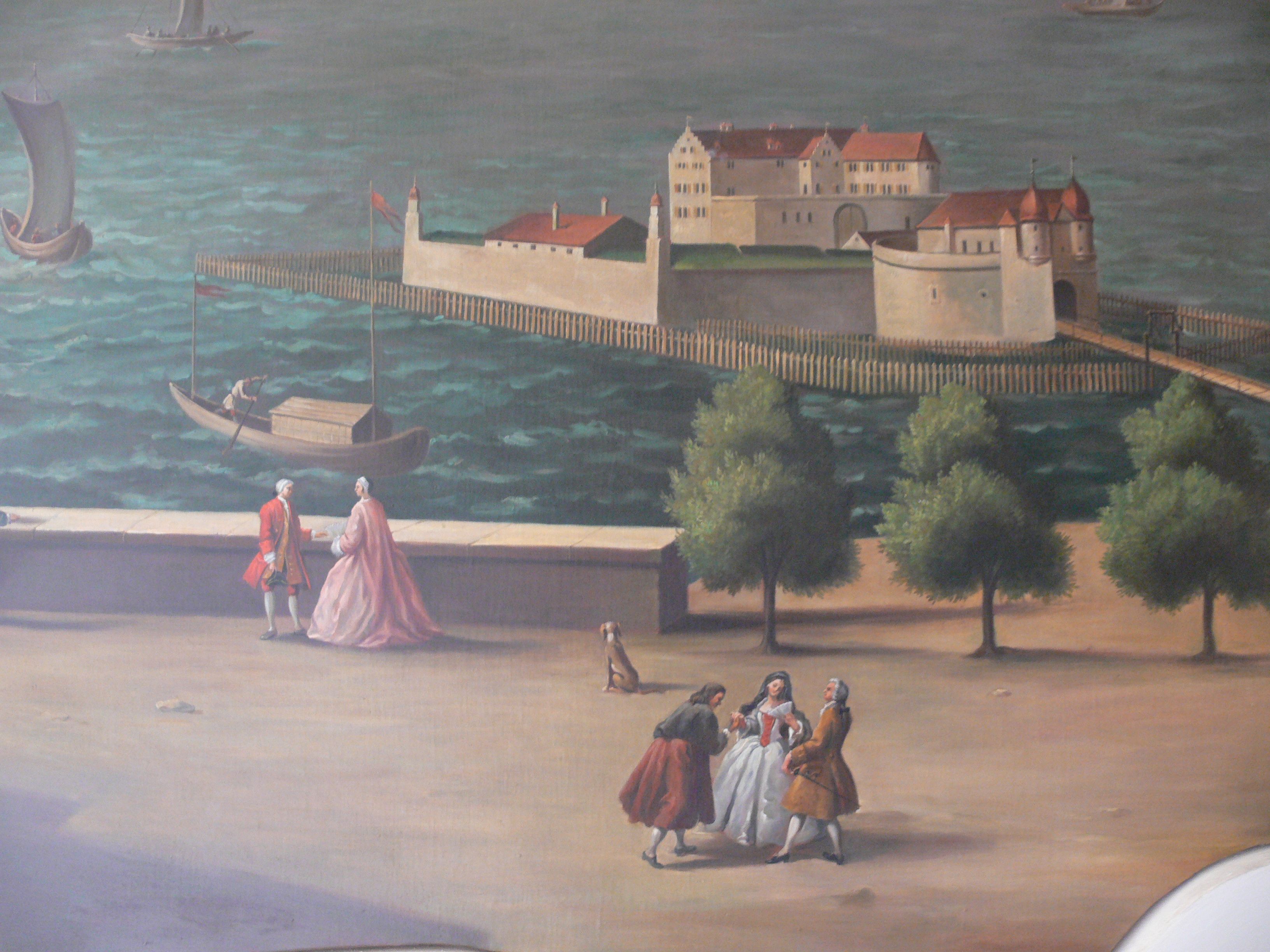
Schloss Langenargen, Gemälde von Joseph Johann Kauffmann um 1760

Nach dem Konkurs der Grafen von Montfort gelangte die Anlage 1779 an das Haus Habsburg, diente um 1800 als Gefängnis, kam 1805 an Bayern und wurde an örtliche Gastwirte auf Abbruch verkauft. Als Langenargen und damit die Burganlage 1810 an Württemberg überging wurde das Abbruchrecht widerrufen. Im Jahr 1858 kaufte Wilhelm I. von Württemberg für 3.000 Gulden die Ruine der alten Burg Argen und ließ die restlichen Mauern 1861 abbrechen. Auf dem Burgstall ließ er das heutige Schloss Montfort errichtet.